# Las noticias del guiñol
Las noticias del guiñol era un informativo de humor político protagonizado por  guiñoles. Se emitió desde 1995 en Canal+ y, a partir del año 2005, a la vez en esta cadena y en Cuatro. A lo largo de su historia se han emitido más de 3200 ediciones. Los guiñoles desaparecieron de la pantalla en junio de 2008, coincidiendo con la desaparición de Noche Hache.

## Historia
El 5 de septiembre de 1995 se estrena, como sección dentro del programa Lo + Plus de Canal+, Las Noticias del Guiñol, un informativo humorístico de 5 minutos de duración aproximadamente en el que se relataba las últimas noticias de la actualidad en clave de humor y protagonizado por guiñoles que parodiaban a los personajes de la política, nacional e internacional, el deporte y la cultura del momento. El espacio se inspiraba en el formato francés Les Guignols de l’Info de Canal+ Francia y que, a su vez, este estaba inspirado en Spitting Image de la cadena televisiva británica ITV. El informativo empezó siendo presentado por el guiñol de Hilario Pino, presentador de los informativos de Canal+ de aquel entonces, quien se caracterizó por repetir las últimas sílabas de algunas palabras y por despedir los programas con muy buenas noches noches a todos todos.
La estructura del espacio se asemejaba al de un informativo convencional, siendo las noticias acompañadas de pequeños scketches que parodiaban la noticia en sí el principal atractivo del informativo. También se mostraban entrevistas del presentador a los protagonistas de las noticias del día, ya sea estando estos en el mismo plató o por conexión en directo con ellos.
El 7 de septiembre de 1996 se estrenó La Semana del Guiñol, un espacio semanal de media hora de duración que recogía las entregas del informativo de la semana y que se emitía todos los sábados por la tarde.
La sección se mantendría en el programa hasta mediados de 1998, compartiéndola los lunes con el programa deportivo El Día Después. El 1 de septiembre de ese mismo año, el espacio se independizó de Lo + Plus en un programa propio con la misma duración y que se emitía de lunes a viernes después de la edición nocturna del informativo de Canal+. A esta nueva etapa del programa se unió el guiñol de Marta Reyero, copresentadora de los informativos de la cadena y de CNN España, acompañando a Hilario Pino en la presentación del espacio.  
Hilario y Marta siguieron año tras año informando de las últimas noticias con su particular humor hasta que en 2002, el guiñol de Michael Robinson, presentador de El Día Después de Canal+, tomó las riendas del micro-espacio informando en solitario de las noticias sobre la política, el deporte y la cultura con su español masticado.
El 7 de noviembre de 2005, arrancaban las emisiones de Cuatro y el personaje que dio la bienvenida a los espectadores a la nueva cadena fue el guiñol de Michael Robinson. El nuevo canal tomaba el sitio en la señal analógica de Canal+, pasando esta última a estar disponible exclusivamente en la plataforma satélite de Digital+. La nueva cadena heredó de su antecesor el micro-espacio de los guiñoles pasando a llamarse El Guiñol de Canal+ y emitiéndose simultáneamente tanto en Cuatro como en Canal+, aunque sería solamente la cadena digital la que se quedaría con la emisión de La Semana del Guiñol.
El 11 de septiembre de 2006, el programa perdería su independencia y volvería a formar parte como sección de un programa de la cadena, en este caso sería en Noche Hache de Cuatro, programa presentado por Eva Hache. El espacio se rebautizó con el nombre de Los Guiñoles y esta vez era presentado por el guiñol de Iker Jiménez, presentador de Cuarto Milenio de Cuatro, quien le dio un toque de misterio y paranormalidad a la actualidad.
Iker permanece como presentador de la sección hasta marzo de 2008, cuando el programa pasa a ser presentado por los propios personajes del universo, haciendo que el espacio cambiara de temática diariamente. El 12 de junio de 2008, desaparece Noche Hache de la parrilla de Cuatro, pero los guiñoles se quedarían unas semanas más para entregar gags relacionados con la Eurocopa 2008 durante el espacio deportivo de Noticias Cuatro. Cuando el torneo de fútbol finalizó a finales de mes, los guiñoles se despidieron de la audiencia española tras más de 12 años en antena, más de 3200 emisiones a sus espaldas y celebrando la victoria de España en la Eurocopa.
Durante sus más de 12 años de vida, los guiñoles no solo protagonizaron entregas en formato de informativo, también entregaron varios especiales en donde se explotaba al máximo el ingenio de sus guionistas. En febrero de 1996, ante la ausencia de un debate televisivo para las Elecciones Generales de España de 1996, los guiñoles de José María Aznar y Felipe González se encontraban cara a cara en un debate moderado por Hilario Pino. Igual pasaría años después, con un debate especial entre los guiñoles de José María Aznar y Joaquín Almunia moderado por Marta Reyero para las elecciones de 2000, y otro entre los guiñoles de Mariano Rajoy y José Luis Rodríguez Zapatero moderado por Michael Robinson para las elecciones de 2004.
Los guiñoles también fueron los encargados de protagonizar la programación de Nochevieja de la cadena en algunos años, como es el ejemplo del especial de 1999 José en el País de las Maravillas, un programa especial de 30 minutos de duración en el que José María Aznar viajaba a la particular versión de los guiñoles del País de las Maravillas de la obra Alicia en el País de las Maravillas de Lewis Carroll y que finalizaba con el propio guiñol de Aznar comiendo las 12 uvas en directo desde la Puerta del Sol.
El 19 de septiembre de 2005, los guiñoles celebraban su 10.º aniversario con un programa especial titulado 10 Años de el Guiñol, en el que se recordaban los mejores gags del espacio en sus 10 años de existencia y en donde los espectadores elegirían, mediante mensajes en SMS, al que sería el mejor guiñol de los 10 años del programa. Entre los candidatos se encontraban José María Aznar, Jordi Pujol, Jesulín de Ubrique, José Luís Rodríguez Zapatero, Mariano Rajoy, George W. Bush, David Bisbal, Ronaldo, Federico Trillo, Esperanza Aguirre, José Bono, Louis van Gaal, Julio Anguita, Josep Lluís Carod-Rovira y Ángel Acebes. Finalmente, los espectadores eligieron al guiñol de José María Aznar como el personaje favorito en los 10 años del micro-espacio y cuyo guiñol se sorteó entre los espectadores que votaron por él.
Además de en televisión, los guiñoles también participaron en un espacio pensado para ellos en el programa Hoy por Hoy de la Cadena Ser, espacio donde hicieron su última aparición en los medio de comunicación.
En sus más de 12 años de existencia, el programa ha contado con más de 150 personajes de la vida política, nacional e internacional, el deporte y la cultura.
A lo largo de su trayectoria televisiva, el equipo de los guiñoles ha ganado varios premios como los Premios ATV a mejor dirección, mejor guion y mejor programa de variedades, el Premio Ondas a sus guionistas Fidel Nogal y Gonzalo Tegel por su rigor en el tratamiento de las noticias, y el premio de la Academia de Televisión por La Semana del Guiñol a mejor programa de entretenimiento en su primera edición.

## Personajes

### Presentadores
- Iker Jiménez
- Hilario Pino
- Marta Reyero
- Michael Robinson

### Política
- Ángel Acebes
- Esperanza Aguirre
- Cristina Almeida
- Joaquín Almunia
- Magdalena Álvarez
- Francisco Álvarez-Cascos
- Julio Anguita
- Josep Antoni
- Javier Arenas
- Xabier Arzalluz
- José María Aznar
- Juan Alberto Belloch
- Silvio Berlusconi
- Tony Blair
- José Blanco López
- José Bono
- José Borrell
- Ana Botella
- George W. Bush
- Pío Cabanillas
- Jesús Caldera
- Carmen Calvo
- Josep-Lluís Carod-Rovira
- Fidel Castro
- Ciprià Ciscar
- Carme Chacón
- Manuel Chaves
- Hugo Chávez
- Jacques Chirac
- Bill Clinton
- Pilar del Castillo
- Mariano Fernández Bermejo
- Mª Teresa Fernández de la Vega
- José María Fidalgo
- Manuel Fraga
- Francisco Frutos
- Felipe González
- Alfonso Guerra
- Antonio Gutiérrez
- Juan José Ibarretxe
- Josu Jon Imaz
- Trinidad Jiménez
- Juan Fernando López Aguilar
- Juan José Lucas
- Gaspar Llamazares
- Pasqual Maragall
- Teófila Martínez
- Artur Mas
- Abel Matutes
- Jaime Mayor Oreja
- Cándido Méndez
- José María Michavila
- Miguel Ángel Moratinos
- Ana Palacio
- Alfredo Pérez Rubalcaba
- Augusto Pinochet
- Josep Piqué
- Jordi Pujol
- Vladímir Putin
- Mariano Rajoy
- Rodrigo Rato
- Nicolás Redondo Terreros
- Condoleezza Rice
- Juan Carlos Rodríguez Ibarra
- José Luís Rodríguez Zapatero
- Miguel Ángel Rodríguez
- Alberto Ruíz-Gallardón
- Consuelo Rumí
- Nicolas Sarkozy
- Joan Saura
- Narcís Serra
- Jordi Sevilla
- Javier Solana
- Pedro Solbes
- Isabel Tocino
- Xavier Trias
- Federico Trillo
- Alejo Vidal-Quadras
- Celia Villalobos
- Boris Yeltsin
- Eduardo Zaplana

### Deporte
- Fernando Alonso
- Nicolas Anelka
- Luís Aragonés
- David Beckham
- José Antonio Camacho
- Santiago Cañizares
- Javier Clemente
- Johan Cruyff
- Ronaldinho
- Samuel Eto’o
- Luís Fernández
- Louis Van Gaal
- Pau Gasol
- Joan Gaspart
- Jesús Gil
- Raúl González
- Pep Guardiola
- Jabo Irureta
- Joan Laporta
- Rafa Nadal
- Ronaldo Nazario da Lima
- Florentino Pérez
- Carles Puyol
- Joaquín Sánchez
- Bernd Schuster
- Jorge Valdano

### Cultura
- Ferrán Adriá
- Woody Allen
- Emilio Aragón
- Bebe
- David Bisbal
- Monseñor Ricardo Blázquez
- Mª Teresa Campos
- José María Carrascal
- Teniente Columbo
- Penélope Cruz
- Iñaki Gabilondo
- Ana García Obregón
- Dr. House
- Enrique Iglesias
- Boris Izaguirre
- Paco Lobatón
- Rocío Jurado
- Isabel Pantoja
- Máximo Pradera
- Jesús Puente
- Papa Benedicto XVI
- Papa Juan Pablo II
- Santiago Segura
- Carmen Sevilla
- Fernando Schwartz
- Juan Tamariz
- Torrente
- Jesulín de Ubrique